# Escape en helicóptero de la prisión Mountjoy

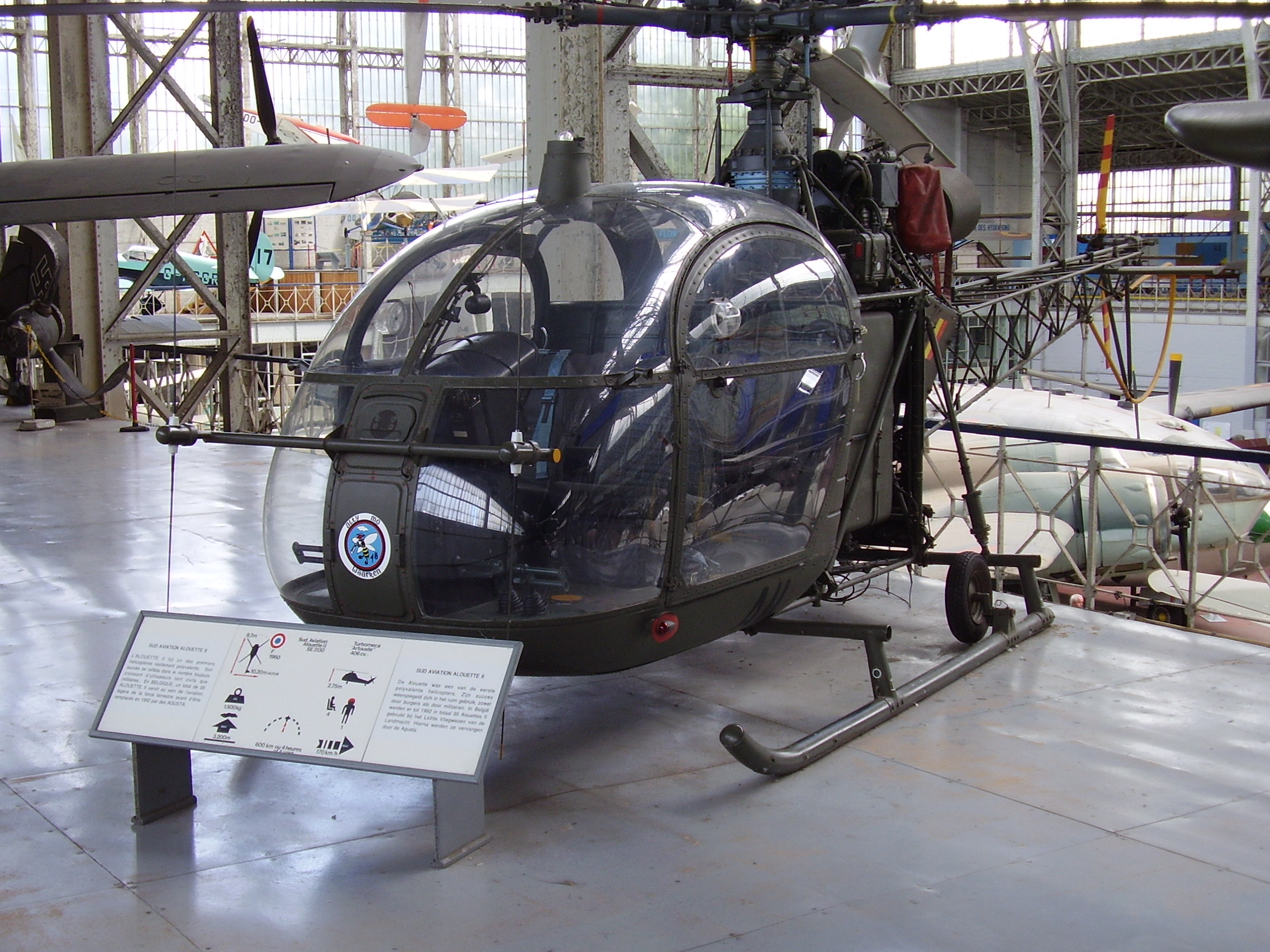
Un Aérospatiale Alouette II, el tipo de helicóptero que se usó para el escape

El escape en helicóptero de la prisión Mountjoy ocurrió el 31 de octubre de 1973 cuando tres miembros del ejército republicano irlandés escaparon de la prisión de Mountjoy en Dublín, Irlanda, a bordo del helicóptero Alouette III, el cual se encontró por breves momentos aterrizado en el patio de ejercicios de la prisión. El escape se volvió conocido alrededor del mundo y se convirtió en la vergüenza del gobierno irlandés de la época, liderado por el líder del partido "Fine Gael", Liam Cosgrave, quien fue criticado por el partido de oposición "Fianna Fáil". 
Se realizó una persecución sin éxito que involucró a veinte miembros de las fuerzas de defensa irlandesas. Seamus Twomey no fue capturado sino hasta diciembre de 1977. El grupo de música Wolfe Tones escribió una canción celebrando el escape titulada «The Helicopter Song» («La canción del helicóptero»), la cual se volvió muy popular en la sociedad irlandesa, a pesar de haber sido bloqueada por el gobierno. 

## Antecedentes
Después del comienzo de "The Troubles" (Los problemas) (el conflicto de Irlanda del Norte) en 1969, el Ejército Republicano Irlandés Provisional (PIRA) hizo una campaña que buscaba crear una Irlanda unida al terminar el estado de Irlanda del norte parte de Reino Unido. Como resultado del incremento de violencia en Irlanda del norte, confinamientos sin evidencias fueron llevados a cabo a partir de agosto de 1971; el gobierno de coalición de la república de Irlanda estaba liderado por el partido de Fines Gael, Liam Cosgrave, dispuestos a frenar la actividad de IRA. Fine Gael había obtenido poder legal con la política de "llegar al fondo del crimen". Miembros sospechosos de IRA fueron arrestados y acusados, bajo el crimen de "ofensas en contra de los actos de estado". Fueron acusados en una corte criminal especial en Dublín donde la política tradicional de IRA de no reconocer a la corte resultó en una "fait accompli" (hecho consumado) y no se le ofreció ninguna defensa, por lo que los miembros de IRA recibieron una sentencia mínima de un año. En septiembre de 1973, el miembro de IRA, Seamus Twomey apareció en la corte criminal especial con los miembros de IRA y dijo: "me rehúso a reconocer esta corte británica". Fue encontrado culpable y recibió una sentencia de cinco años. Para octubre de 1973, la estructura de IRA fue alterada seriamente debido a la captura de Twomey en la prisión y otros líderes republicanos como JB O'Hagan, y Kevin Mallon.

## Planeación del escape
La IRA había comenzado a hacer planes para sacar a Twomey, O'Hagan y Mallon de prisión. El primer intento relacionaba explosivos que habían sido metidos de contrabando a la prisión, los cuales se usaron para hacer un hoyo en una puerta, lo que daría acceso a los prisioneros al patio de ejercicios. De ahí, ellos podrían subir con una escalera de cuerda a la pared exterior, donde los miembros de la brigada de Dublín de IRA, estarían en un carro esperando a que se completara el escape. El plan falló cuando los prisioneros no tuvieron acceso al patio y la escalera de cuerda fue descubierta, por lo que los miembros de IRA debían planear otro escape. La idea de usar un helicóptero para escapar había sido discutida antes para lograr que Gerry Adams saliera del campamento de Long Kesh, pero fue rechazada la idea cuando vieron que a las afueras del campamento estaban estacionados helicópteros sofisticados de la armada británica. El equipo de IRA aprobó la idea de sacar de la cárcel a Twomey, O'Hagan y Mallon vía aérea, y se llevaron a cabo arreglos para obtener un helicóptero. Un hombre de acento americano que se hacía llamar señor Leonardo se acercó al jefe de control de los helicópteros irlandeses en el aeropuerto de Dublín con el fin de contratar un helicóptero para una sesión fotográfica aérea en el condado de Laois. Después de que se le mostraron los helicópteros, Leonardo acordó contratar el helicóptero de cinco asientos "Alouette II" para el 31 de octubre.

## El escape
Leonardo llegó a donde se encontraban los helicópteros irlandeses el 31 de octubre y fue presentado con el piloto del helicóptero, el capitán Thompson Boyes. Boyes fue instruido de volar sobre al campo de Stradbally para recoger el equipo de fotografía de Leonardo. Poco después de haber sido instruido, tres hombres armados se acercaron al helicóptero. Le apuntaron a la cabeza a Boyes y se le dijo que no sería lastimado si seguía las indicaciones. Leonardo se fue con uno de los hombres armados, mientras el otro hombre abordó el helicóptero armado con una pistola y un rifle Armalite AR-18. Se le instruyó a Boyes de volar cerca de Dublín siguiendo el camino de las líneas del tren y del canal Royal, y se le ordenó no registrar el vuelo por medio del control de tráfico aéreo. Mientras el helicóptero se acercaba a Dublín, se le informó a Boyes del plan y siguió ordenes de descender por el patio de ejercicios de la prisión Mountjoy.
En el patio de ejercicios de la prisión, los prisioneros estaban observando un partido de fútbol. Poco después de las 3:35pm, el helicóptero descendió a una parte del patio, con Kevin Mallon dirigiendo al piloto usando una bandera. El oficial de la prisión que estaba a cargo en un principio no hizo ninguna acción al creer que en el helicóptero se encontraba el ministro de defensa Paddy Donegan. Después de que los prisioneros acorralaron 8 oficiales de la prisión, se dieron cuenta de que un escape estaba siendo llevado a cabo. Mientras otros prisioneros impedían el paso a los oficiales, Twomey, Mallon y O'Hagan abordaron el helicóptero. Mientras el helicóptero despegaba, entre toda la confusión, un oficial gritó: "¡Cierren las puertas, cierren las malditas puertas!". El helicóptero voló hacia el norte y descendió en un área de Dublín, en Baldoyle, donde los fugitivos se encontraron con los miembros de la brigada de IRA de Dublín. Los fugitivos fueron llevados en un taxi que había sido conseguido antes, y transportados de manera sana y salva.

## Reacción
El escape se volvió el titular de muchas noticias alrededor del mundo, y fue una vergonzosa mancha en el historial del gobierno de Cosgrave, quién fue criticado por la "incompetencia de seguridad" por el partido de oposición Fianna Fáil. Un debate de emergencia por el motivo de seguridad se llevó a cabo en Dáil Éireann el 1 de noviembre, donde el líder de oposición Jack Lynch, estipuló:
 Es una justicia divina que un helicóptero se haya convertido en el objeto de vergüenza del gobierno y el centro del dilema. De hecho, fue difícil acusar al oficial de prisión que observó lo sucedido, y que pensó que en el helicóptero se encontraba el ministro de defensa, quien hacía una visita informal en la prisión de Mountjoy ayer porque, por supuesto, todos sabemos que el ministro de defensa no es de aquellos que usan helicóptero, y justo como observó alguien antes, hay otros ministros que no suelen usar carros.
La IRA hizo una aclaración respecto al escape, la cual decía, "tres prisioneros republicanos fueron rescatados de la prisión de Mountjoy el miércoles gracias a una unidad especial. La operación fue un éxito y los hombres se encuentran a salvo a pesar de la persecución por las fuerzas del estado". Poco después del escape, Towmey dio una entrevista exclusiva a la revista alemana "Der Spiegel", donde el reportero dijo que la gente alrededor de Europa bromeaba sobre el incidente llamándolo "el escape del siglo". La banda rebelde irlandesa Wolfe Tones escribió una canción celebrando el escape titulada «The Helicopter Song» («La canción del helicóptero»), que fue inmediatamente bloqueada por el gobierno, pero que quedó en los primeros lugares de lista musicales después de vender 12 000 copias en una sola semana.

## Repercusiones
El resultado del escape puso a todos los prisioneros de IRA en resguardo en la prisión de Mountjoy y en el campamento, Curragh fuese transferido a la zona de máxima seguridad. Para poder prevenir escapes futuros, el perímetro de la prisión fue resguardado por miembros de la armada irlandesa; un alambrado fue puesto alrededor del patio de la prisión para evitar otro escape futuro en helicóptero. Cosgrave estipuló que no habría "lugar para esconderse" para los que se fugaron, ya que ordenó que se llevara a cabo una persecución que envolvió a veinte mil miembros de las fuerzas de defensa irlandesa y Garda Síochána. Mallon fue capturado en una pista de baile del hotel Portaloise el 10 de diciembre de 1973, cuando 19 prisioneros escaparon después de acabar con los guardias de la prisión al usar gelignita para pasar por las puertas. Fue capturado nuevamente en Foxrock en enero de 1975 y regresó a la prisión de Portlaoise. O'Hagan fue capturado en Dublín en 1975, y fue encarcelado Portlaoise Prison. Después de que terminara su sentencia original de doce meses, fue arrestado inmediatamente y sentenciado a otros dos años de encarcelamiento por el escape. Twomey había podido evadir su captura hasta que el 2 de diciembre de 1977, huyó de los oficiales, pero terminó siendo capturado en el centro de Dublín después de una persecución en auto de alta velocidad. También estuvo encarcelado en la prisión de Portlaoise hasta su liberación en 1982.